# العلاقات الشمال مقدونية الكورية الشمالية
العلاقات الشمال مقدونية الكورية الشمالية هي العلاقات الثنائية التي تجمع بين شمال مقدونيا وكوريا الشمالية.

## مقارنة بين البلدين
هذه مقارنة عامة ومرجعية للدولتين:
| وجه المقارنة                                              | شمال مقدونيا                                               | كوريا الشمالية                        |
| --------------------------------------------------------- | ---------------------------------------------------------- | ------------------------------------- |
| المساحة (كم2)                                             | 25.71 ألف                                                  | 120.54 ألف                            |
| عدد السكان (نسمة)                                         | 2.08 مليون                                                 | 25.49 مليون                           |
| الكثافة السكانية (ن./كم²)                                 | 80.9                                                       | 211.47                                |
| العاصمة                                                   | إسكوبية                                                    | بيونغيانغ                             |
| اللغة الرسمية                                             | اللغة المقدونية، اللغة الألبانية                           | لغة كوريا الشمالية القياسية ‏          |
| العملة                                                    | دينار مقدوني                                               | وون كوري شمالي                        |
| الناتج المحلي الإجمالي (بليون دولار)                      | 11.34 مليار                                                |                                       |
| الناتج المحلي الإجمالي (تعادل القوة الشرائية) بليون دولار | 29.26 مليار                                                |                                       |
| الناتج المحلي الإجمالي الاسمي للفرد دولار أمريكي          | 4.85 ألف                                                   |                                       |
| الناتج المحلي الإجمالي للفرد دولار أمريكي                 | 16.25 ألف                                                  |                                       |
| مؤشر التنمية البشرية                                      | 0.747                                                      |                                       |
| رمز المكالمات الدولي                                      | +389                                                       | +850                                  |
| رمز الإنترنت                                              | .mk                                                        | .kp                                   |
| المنطقة الزمنية                                           | توقيت وسط أوروبا، ت ع م+01:00، ت ع م+02:00، أوروبا/سكوبيه ‏ | ت ع م+08:30، ت ع م+08:30، ت ع م+09:00 |

## منظمات دولية مشتركة
يشترك البلدان في عضوية مجموعة من المنظمات الدولية، منها:
| علم المنظمة | اسم المنظمة              | تاريخ انضمام شمال مقدونيا | تاريخ انضمام كوريا الشمالية |
| ----------- | ------------------------ | ------------------------- | --------------------------- |
|             | الاتحاد الدولي للاتصالات | 4 مايو 1993               | ?                           |
|             | الاتحاد البريدي العالمي  | ?                         | ?                           |
|             | يونسكو                   | 28 يونيو 1993             | 18 أكتوبر 1974              |
|             | الأمم المتحدة            | 8 أبريل 1993              | 17 سبتمبر 1991              |

## وصلات خارجية
- موقع وزارة الخارجية الكورية الشمالية